# 路易·雷诺 (法理学家)
路易·雷诺（法語：Louis Renault，1843年5月21日—1918年2月8日），法国法理学家、教育家，1907年获诺贝尔和平奖。
路易·雷诺生于奥栋城。大学毕业后从事法学研究。二十五岁担任第戎大学法学教授。1881年起，历任巴黎大学国际法首席讲座和法国外交部顾问。多次参加国际公法和私法的国际会议，担任顾问或国际争端的调解人。主张“真正合情合理的判断”，为解决国际争端作出了贡献。著有《国际法研究导论》。 